# اثر هاله‌ای (کتاب)
اثر هاله‌ای (به انگلیسی: The Halo Effect) توسط فیل رزنویگ (به انگلیسی: Phil Rosenzweig) (پژوهشگر کسب‌وکار) نگاشته شده است. نویسنده در این کتاب به انتقاد از الگوهای شبه علمی و تجربی در توضیح دلایل موفقیت شرکت‌ها می‌پردازد. کتاب اثر هاله‌ای نخستین بار در ۶ فوریه سال ۲۰۰۷ منتشر شد. آقای رزنیوگ بر این باور است که حجم زیادی از محتوای مکتوب در حوزه کسب‌وکار ماهیت دقیق علمی ندارد و بنا بر تعریف ریچارد فاینمن در زمره علم محموله‌پرست‌گونه جای می‌گیرند.